# Ataenius pseudoclavatus
Ataenius pseudoclavatus är en skalbaggsart som beskrevs av Zdzisława Stebnicka 2005. Ataenius pseudoclavatus ingår i släktet Ataenius och familjen Aphodiidae. Inga underarter finns listade.